# Ranoidea longipes
Ranoidea longipes es una especie de anfibio anuro del género Ranoidea, familia Pelodryadidae originaria de Australia. Vive en el área Kimberly en Australia Occidental, el Territorio del Norte y Queensland.
Esta rana vive en praderas y cava madrigueras en el suelo. La hembra pone sus huevos en aguas poco profundas, de 50 a 2000 cada vez.  Los renacuajos se convierten en ranas en un mes.